# Valle Leventina
Valle Leventina är en dal i Schweiz.   Den ligger i kantonen Ticino, i den sydöstra delen av landet, 130 km sydost om huvudstaden Bern.
I omgivningarna runt Valle Leventina växer i huvudsak blandskog. Runt Valle Leventina är det glesbefolkat, med 12 invånare per kvadratkilometer.